# Linguatec
Linguatec Sprachtechnologien GmbH est une société spécialisée dans les domaines de la traduction automatique, synthèse vocale et reconnaissance vocale. Linguatec a été fondée en 1996 à Munich et a son siège social à Pasing.
La société s’est principalement fait connaître par son offre en ligne gratuite ; par exemple elle exploite le dictionnaire LinguaDict et le traducteur de texte brut PT Online.
Linguatec a plusieurs fois été récompensée pour ses produits innovants, dont trois fois par le European Information Society Technologies Prize.
Elle propose le service en ligne "Voice Reader Web" qui permet de lire une page Web dans toutes les langues avec une diction proche du naturel.

## Cœurs de métier
- Traduction automatique

Personal Translator (sept paires de langues) traduit les textes en différentes versions. Son usage relève de l’utilisation privée et professionnelle. Des dictionnaires spécialisés viennent compléter le vocabulaire de base.
- Synthèse vocale

Le programme de lecture Voice Reader peut lire douze langues : allemand, anglais britannique, anglais américain, français, français canadien, espagnol, espagnol (Mexique), italien, néerlandais, portugais, tchèque, chinois
- Reconnaissance vocale

Voice Pro est basé sur la technologie ViaVoice d’IBM. Il existe des logiciels spéciaux pour les médecins et les avocats.

## Brevets
- 2005 Dépose d’un brevet pour la technologie hybride nouvellement développée utilisant l’intelligence des réseaux neuronaux pour la traduction automatique.

## Récompenses
- 2004 European IT Prize pour Beyond Babel
- 2004 élu gagnant par le Stiftung Warentest – pour le meilleur système de reconnaissance vocale
- 1998 European IT Prize pour la reconnaissance vocale appliquée
- 1996 European IT Prize pour la traduction automatique

## Études
- 2005 Université de Regensburg : test utilisateur Voice Reader
- 2002 Institut Fraunhofer de l'économie du travail et l'organisation : Étude d’utilisateurs sur l’efficacité de la traduction automatique